# Ripoll G.
Miguel Ripoll Guadayol, cuya firma más conocida es Ripoll G. fue un historietista español (Barcelona, 1919-1988) Usó también otras firmas, como Guadayol, Miriol, R, RG., R.G. y Tey.

## Biografía
Miguel Ripoll participó en la guerra civil española como parte de la Brigada Líster.
En 1945 empezó a colaborar con Hispano Americana de Ediciones. Pronto compaginó las portadas para esta editorial con multitud de series para las revistas de Ediciones Cliper, entre las que destacan Kay y el Lagarto Humano (1949) y Elvirita (1951).
Cuando Hispano Americana entró en declive a partir de 1958, Ripoll G. se vio obligado a volver a dibujar cuadernos para otras editoriales Cabeza de Hierro (Marco, 1959) y Ángel Audaz (Ibero Mundial, 1962).
Finalmente, Ripoll G. optó por trabajar para el mercado exterior a través de la agencia Bardon Art.
En 2000 su obra participó en la exposición organizada por el Impiva y el Ministerio de Economía, Signos del siglo. 100 años de diseño gráfico en España, muestra que reconocía la aportación de los diseñadores españoles a la calidad de vida, al éxito de muchos productos y empresas, a la diversidad y a la creatividad. La participación de la obra de Miguel Ripoll en dicha exposición fue junto a la de otros 18 diseñadores valencianos ofreciendo una panorámica del diseño realizado por los profesionales valencianos como José Ramón Alcalá, Sebastián Alón, Arturo Ballester, Paco Bascuñán, Luis Dubón, Sandra Figuerola, Marisa Gallén, Pepe Gimeno, Luis García Falgá, Lavernia y asociados, Nacho Lavernia, Javier Mariscal, Juan Nava, Daniel Nebot, Belén Payá, Rafael Ramírez Blanco, Josep Renau y Carlos Ruano.

## Obra
| Años | Título                      | Guionista            | Tipo                               | Publicación                                          |
| ---- | --------------------------- | -------------------- | ---------------------------------- | ---------------------------------------------------- |
| 1945 | Jim, el Valentucho          |                      | Serial                             | Hispano Americana: Infantil de las Grandes Aventuras |
| 1947 | Princesita                  |                      | Serial                             | Ameller                                              |
| 1947 | Estrellita                  | Ripoll G.            | Serial                             | Ameller                                              |
| 194  | Andanzas de Estrellita      | Ripoll G.            | Serial                             | Ameller                                              |
| 1948 | Pantera Gris                |                      | Serie                              | Pulgarcito                                           |
| 1948 | Divúlgelo                   |                      | Serie colectiva                    | Nicolás                                              |
| 1948 | El Inspector Bruce Loogan   |                      | Serie                              | El Campeón, Pulgarcito Extraordinario Sifón 1948     |
| 1948 | El Inspector Mar-Holfo      |                      | Serie                              | Pulgarcito                                           |
| 1948 | Aguila Negra, el Justiciero | Rafael González      | Serial                             | Bruguera                                             |
| 1948 | El Enmascarado de Bagdad    | Federico Amorós      | Serial                             | Toray                                                |
| 1949 | Cosas que inspiran recelo   |                      | Serie con García Lorente y Sabatés | Nicolás                                              |
| 1949 | Kay y el Lagarto Humano     |                      | Serie                              | El Coyote                                            |
| 1949 | El mago Chelín              |                      | Serie                              | Nicolás                                              |
| 1949 | Aunque le cueste creerlo    |                      | Serie colectiva                    | Pulgarcito                                           |
| 1949 | Lolín                       |                      | Serie                              | Florita                                              |
| 1949 | Gildita                     |                      | Serie                              | Florita                                              |
| 1949 | Recetas de Florita          |                      | Serie                              | Florita                                              |
| 1949 | Pili                        |                      | Serie                              | Florita                                              |
| 1950 | Cuentos                     | José María Guivernau | Serie                              | Florita                                              |
| 1950 | Lupita                      |                      | Serie                              | Lupita                                               |
| 19   | '                           | [[]]                 |                                    | [[]]                                                 |
| 19   | '                           | [[]]                 |                                    | [[]]                                                 |